# Ptolemaeus Keraunos
Ptolemaeus Keraunos (Oudgrieks: Πτολεμαῖος ὅ Κεραυνός: Ptolemaĩos hó Keraunos) was van 281 tot 279 v.Chr. koning van Macedonië.
Hij werd geboren rond 319/318 v.Chr. als oudste zoon van Ptolemaeus I Soter en diens derde vrouw Eurydice. Rond 287/285 v.Chr. werd hij echter door zijn jongere halfbroer Ptolemaeus II Philadelphus ingehaald als opvolger, zodat hij in 285 vluchtte naar het hof van Lysimachus, die heerste over Thracië, Macedonië en het westelijk deel van Klein-Azië. Lysimachus was getrouwd met Arsinoë II, een halfzuster van Keraunos, en Lysimachus' zoon uit een eerder huwelijk, Agathocles, was getrouwd met Keraunos' zuster Lysandra. Bovendien schijnt Keraunos zelf getrouwd te zijn geweest met een dochter van Lysimachus, die hem een dochter schonk. Deze zou door Keraunos worden uitgehuwelijkt aan Pyrrhus van Epirus.
Aangezien Agathocles ouder was dan de kinderen van Arsinoë besloot deze hem uit de weg te ruimen en ze kreeg haar echtgenoot zover dat hij zijn eigen zoon liet executeren. Hierop vluchtten Keraunos en zijn zus weg naar het hof van Seleucus I Nicator dat resideerde in Babylon. Beiden vroegen om zijn hulp. Seleucus had hier wel oren naar want hij kon enerzijds Lysandra en haar zoon op de troon van Lysimachus plaatsen en Keraunos op de troon van de Ptolemaeën, zodat hij aan de grenzen van zijn rijk twee trouwe bondgenoten zou hebben. Het is echter ook mogelijk dat hij met de gedachte speelde de gebieden voor zichzelf te houden en het rijk van Alexander de Grote in ere te herstellen.
Uit een recent ontdekte Babylonische koningslijst blijkt dat Seleucus I in de zomer van 282 v.Chr. zijn leger voorbereidde op een oorlog. In de winter van 282/281 v.Chr. trok Seleucus I, die zevenenzeventig jaar oud was, op om de bezittingen van Lysimachus in Klein-Azië te veroveren, maar nam de verstandige voorzorg om zijn zoon Antiochus aan te duiden als zijn opvolger. Hij zou namelijk, nadat hij de slag bij Corupedium (februari 281 v.Chr.) had gewonnen en waarbij Lysimachus was omgekomen, worden vermoord door Ptolemaeus. Dit gebeurde óf vlak na de slag zoals Pausanias ons vertelt óf pas zeven maanden later zoals Iustinus vermeldt. Het recent ontdekte tablet zou ons mogelijk kunnen helpen om de knoop door te hakken, zij het niet dat er heel wat discussie is over de datering van de moord op het tablet zelf. Het lijkt er echter op dat Seleucus toch enige tijd na de slag werd gedood.
Nu zowel Lysimachus als Seleucus uit de weg waren geruimd, kon Ptolemaeus zich meester maken van Macedonië en Thracië. Door zijn snelle acties werd hem de bijnaam "Keraunos" gegeven, die hijzelf blijkbaar beschouwde als een eretitel, want hij gebruikte hem in zijn titulatuur op zijn munten. Door zijn afkomst en zijn jaren dienst in de legers van zowel Lysimachus als Seleucus schijnt hij maar weinig moeite te hebben gehad om de soldaten voor zich te winnen. Zijn drie rivalen wist hij op verschillende wijze uit te schakelen: Seleucus' zoon Antiochus sloot met hem een verdrag daar hij zijn handen vol had met de Egyptische dreiging, Pyrrhus maakte hij tot zijn schoonzoon (cf. supra) en Antigonus II Gonatas - de enige die echt strijd wilde leveren - wist hij te verslaan.
Om zich verder te legitimeren huwde hij zijn halfzus Arsinoë II, wier kinderen - potentiële troonpretendenten - hij kort daarop ter dood zou brengen of naar Samothrake in ballingschap stuurde. Arsinoë II zou uiteindelijk vluchten naar Egypte waar ze haar broer Ptolemaeus II Philadelphus huwde. Niet veel later zou Keraunos een brief hebben gestuurd naar Ptolemaeus II om hem te zeggen dat hij afzag van zijn rechten op de troon van de Ptolemaeën en hun relaties wenste te verbeteren.
Maar kort daarop werd hij door de invallende Galaten verslagen, gevangengenomen en onthoofd. Hij werd opgevolgd door zijn broer Meleager.

## Voetnoten
1. ↑  Zijn bijnaam Keraunos betekent "bliksemflits" en sloeg op zijn onstuimige karakter. Aangezien Ptolemaios zoveel betekent als "strijdlustig", is zijn hele naam te vertalen als "strijdlustige bliksemflits".
2. ↑  Als oudste zoon moet hij kort na het huwelijk van zijn ouders zijn geboren (zie C.J. Bennett, art. Ptolemy Ceraunus, in Egyptian Royal Genealogy, 2002-2006 (voetnoot 3) en C.J. Bennett, art. Eurydice, in Egyptian Royal Genealogy, 2002-2006 (voetnoot 3).)
3. ↑  Pausanias, I 6.8, Appianus, Syriaca X 62.
4. ↑  Zijn moeder was in 287 v.Chr. niet meer getrouwd met Ptolemaeus I, maar dit hoeft er echter niet op te wijzen dat haar oudste zoon hierdoor direct in ongenade viel (cf. R.A. Hazzard, The Regnal Years of Ptolemy II Philadelphos, in Phoenix 41 (1987), pp. 148-150.) (zie ook C.J. Bennett, art. Ptolemy Ceraunus, in Egyptian Royal Genealogy, 2002-2006 (voetnoot 4).).
5. ↑  Marcus Iunianus Iustinus, XVII 2, XXIV 1.
6. ↑  Appianus, Syriaca X 62, Cornelius Nepos, Reges 3.4, Pausanias, I 10.4, 16.2, X 9.7.
7. ↑  B. van der Spek, art. End of Seleucus Chronicle (BCHP 9), Livius.org (2005-2006) (BM 32235 rev.).
8. ↑  Pausanias, I 16.2
9. ↑  Marcus Iunianus Iustinus, XVII 2.4, cf. Appianus, Syriaca X 62, Memnon, FGrH F 8.3.
10. ↑  B. van der Spek, art. End of Seleucus Chronicle (BCHP 9), Livius.org (2005-2006) (BM 32235 rev.).
11. ↑  Joseph Hilarius Eckhel, Doctrina numorum veterum, II, Wenen, 18392, p. 122.
12. ↑  Marcus Iunianus Iustinus, XXIV 2-3.
13. ↑  Porphyrius, FGrH 260 F 3 10, Diodorus, XXI 4.
14. ↑  Zie C.J. Bennett, art. Ptolemy Ceraunus, in Egyptian Royal Genealogy, 2002-2006 (voetnoot 8) voor de discussie over de problemen met de chronologie in de bronnen.